# Syndrome de Cushing
Pour les articles homonymes, voir Cushing.
 Mise en garde médicale
Le syndrome de Cushing est une maladie endocrinienne, précisément définie comme « hypercortisolisme chronique » (exposition excessive aux glucocorticoïdes produit en quantité anormalement élevée par le patient). Constitué par un ensemble de symptômes dus à un excès de sécrétion d'une hormone cortico-surrénalienne, le cortisol, par les glandes surrénales, il a été décrit pour la première fois en 1932 par le neurochirurgien américain Harvey Cushing. Le plus souvent cette affection a pour cause des adénomes cortico-surrénaliens.
La maladie de Cushing, pathologie dont la terminologie est strictement associée à une origine dite « haute », le plus souvent hypophysaire (adénomes corticotropes sécrétant de l'ACTH), est l'une des formes du syndrome de Cushing, dont les causes peuvent être multiples (adénomes surrénaliens, sources ectopiques d'ACTH, origine médicamenteuse en raison de prises excessives de corticoïdes).
La manifestation la plus visible chez l'humain est l’apparition d’une obésité chronique de la partie supérieure du corps, un aspect bouffi du visage, des manifestations cutanées et un hirsutisme, ainsi que des troubles psychologiques variés. C'est une pathologie également fréquente chez le chien, et les équidés (chez lesquels le syndrome de Cushing équin toucherait de 15 à 21 % des individus âgés de plus de quinze ans, et jusqu’à 25 % de ceux de plus de vingt ans).

## Diagnostic

### Diagnostic clinique
Le diagnostic du syndrome de Cushing est relativement difficile à poser, ce qui fait qu'il peut être retardé de plusieurs années. En effet les symptômes évocateurs de ce trouble ne sont pas spécifiques.
Il peut se manifester par une silhouette dite « cushingoïde »,, :
- le visage est dit « lunaire », gonflé et rouge ;
- des formations lipidiques disgracieuses désignées sous le terme de bosse de bison (en anglais : buffalo neck) s'enkystent au niveau du cou, de la nuque. On parlera d'obésité ou lipodystrophie facio-tronculaire. Contrastant avec cette obésité localisée, on observe une fonte musculaire au niveau des jambes et des bras.

D'autres symptômes moins manifestes peuvent également aiguiller le médecin :
- hypertension artérielle avec valeur diastolique élevée ;
- ecchymoses fréquentes et injustifiées ;
- affinement et chute des cheveux ;
- peau fine et fragile présentant des vergetures larges et pourpres (différentes de celles de la grossesse) ;
- acné ;
- appétit stimulé ;
- troubles du sommeil ;
- fatigue nerveuse, stress chronique, certains troubles psychologiques (ex. : épisode dépressif typiquement, épisode maniaque, agressivité, etc.) ;
- fonte des muscles (signe dit « du tabouret » : le patient accroupi se relève difficilement sans appui) ;
- troubles du cycle menstruel chez la femme ;
- hirsutisme ou croissance pileuse activée.

### Biologie
Sur la base de ces symptômes, des tests biologiques s'avèrent nécessaires et peuvent montrer des taux de cortisol libre urinaire sur 24 heures anormalement élevés, avec une perturbation du rythme nycthéméral, et, en général, un taux d'ACTH très bas (il s'agit alors d'« hypercorticisme primaire »). Le diagnostic de syndrome de Cushing sera également posé après un test de freinage à la dexaméthasone inefficace.
Il existe un hypercortisolisme prouvé si les taux sériques de cortisol sont élevés avec une rupture du cycle circadien : 
- les taux de cortisol sont normalement entre 50 et 150 μg·l-1 le matin à 8 heures et baissent progressivement vers 20 μg·l-1 à minuit. Il faut y associer une augmentation du cortisol libre urinaire (CLU) sur 24 heures (c'est le meilleur reflet de la sécrétion sur une journée).

Un paramètre important de diagnostic est l'absence de freinage, c'est-à-dire de baisse du cortisol sérique et libre urinaire, après une prise test de 1 mg de dexaméthasone (« dex »), un puissant corticostéroïde de synthèse, à minuit avec mesure de la cortisolémie à 8 heures le lendemain. Normalement le cortisol chute après une telle prise, ce qui n'est pas le cas lorsqu'une hypersécrétion existe. Une fois ce bilan de première ligne réalisé, il faut confirmer l'hypersécrétion par un test de freinage standard (2 mg de dex par jour pendant deux jours), avec mesure du taux de cortisol libre urinaire et du cortisol à 8 heures le lendemain de la dernière prise.

## Étiologie

### Hypercorticisme primaire
Ce tableau correspond le plus souvent à un adénome cortico-surrénalien et, moins fréquemment, à un phéochromocytome surrénalien sécrétant du cortisol. 

### Hypercorticisme secondaire
Il existe également des syndromes de Cushing à cortisol élevé et ACTH extrêmement élevée (20 à 30 % des cas de syndromes de Cushing) correspondant à un tableau d'« hypercorticisme secondaire », le plus généralement dus à des adénomes hypophysaires corticotropes (60 % des cas de syndrome de Cushing), c'est-à-dire sécrétant de l'ACTH : il s'agit alors plus particulièrement de « maladie de Cushing ».
Les autres cas de syndrome de Cushing sont dus à des sécrétions ectopiques (hors du lieu normal) d'ACTH (20 à 30 % des cas) par des tumeurs carcinoïdes bronchiques bénignes (60 % des cas ectopiques), des tumeurs bronchiques malignes à petites cellules (10 à 20 % des sécrétions ectopiques), des tumeurs pancréatiques (10 %), des phéochromocytomes (3-5 %), et autres.

### Hypercorticisme tertiaire
Rarement il peut exister un « hypercorticisme tertiaire », caractérisé par un taux de cortisol élevé dû à une hypersécrétion d'ACTH et causé par une hypersécrétion de CRH. Ce cas, dû le plus souvent à un adénome hypothalamique, peut également résulter d'une tumeur à sécrétion ectopique de CRH.

### Hypercorticisme iatrogène
Le syndrome de Cushing peut avoir aussi une origine médicamenteuse, par prise de corticoïdes dans des quantités trop importantes, que ce soit par voie orale ou par voie cutanée. Le diagnostic biologique en étant difficile, c'est essentiellement par l'interrogatoire qu'on recherche une cause médicamenteuse.
Les glucocorticoïdes à soupçonner en cas d'hypercortisolémie sont la cortisone, l'hydrocortisone, la prednisolone ou la méthylprednisolone, mais ils ne provoquent pas toujours un syndrome de Cushing. En revanche la dexaméthasone et la bétaméthasone ne modifient pas le taux sanguin de cortisol.

## Physiopathologie
La physiopathologie d'un syndrome de Cushing est liée à l'excès de cortisol entraînant :
- une dégradation excessive de certaines protéines ;
- une néoglucogenèse accrue ;
- un déséquilibre dans la répartition des graisses ;
- une résistance au stress, notamment au niveau immunitaire, avec une augmentation du taux de globules blancs (polynucléaires neutrophiles) dans le sang et des dérèglements de la coagulation sanguine.

Si la concentration en cortisol atteint un niveau encore plus élevé, d'autres symptômes peuvent apparaître :
- dans les muscles : diminution du volume musculaire ;
- dans les vaisseaux : fragilité accrue des parois vasculaires (bleus, ecchymoses fréquents) ;
- dans les os : ostéoporose[5] ;
- dans la peau : amincissement et apparition de vergetures et hyperpigmentation ;
- diabète (intolérance au glucose) ;
- hypertension et diminution du taux de potassium.

## Conséquences secondaires et complications
Après une brève phase de renforcement du système immunitaire, le syndrome de Cushing finit inversement par augmenter la vulnérabilité aux infections (+21 à 51 % chez les patients malades). Face à certaines viroses (comme la Covid-19), chez un patient souffrant d'un syndrome de Cushing, la réponse fébrile[pas clair] peut ne pas apparaître en début d'infection – en raison d'une faible inflammation chronique et d'une réponse immunitaire dégradée –, alors que d'autres symptômes tels qu'une dyspnée pourraient survenir à cause d'une insuffisance cardiaque et/ou d'une faiblesse des muscles respiratoires. Chez ces patients, la toux, dysgueusie, anosmie et diarrhée seraient des symptômes plus fiables de la Covid-19.  
Le syndrome de Cushing exacerbe aussi certains facteurs de risque cardiovasculaire, via une augmentation du risque thromboembolique et une sensibilité accrue aux infections graves (deux causes importantes de décès dans la population générale).

## Traitement

### Chirurgie

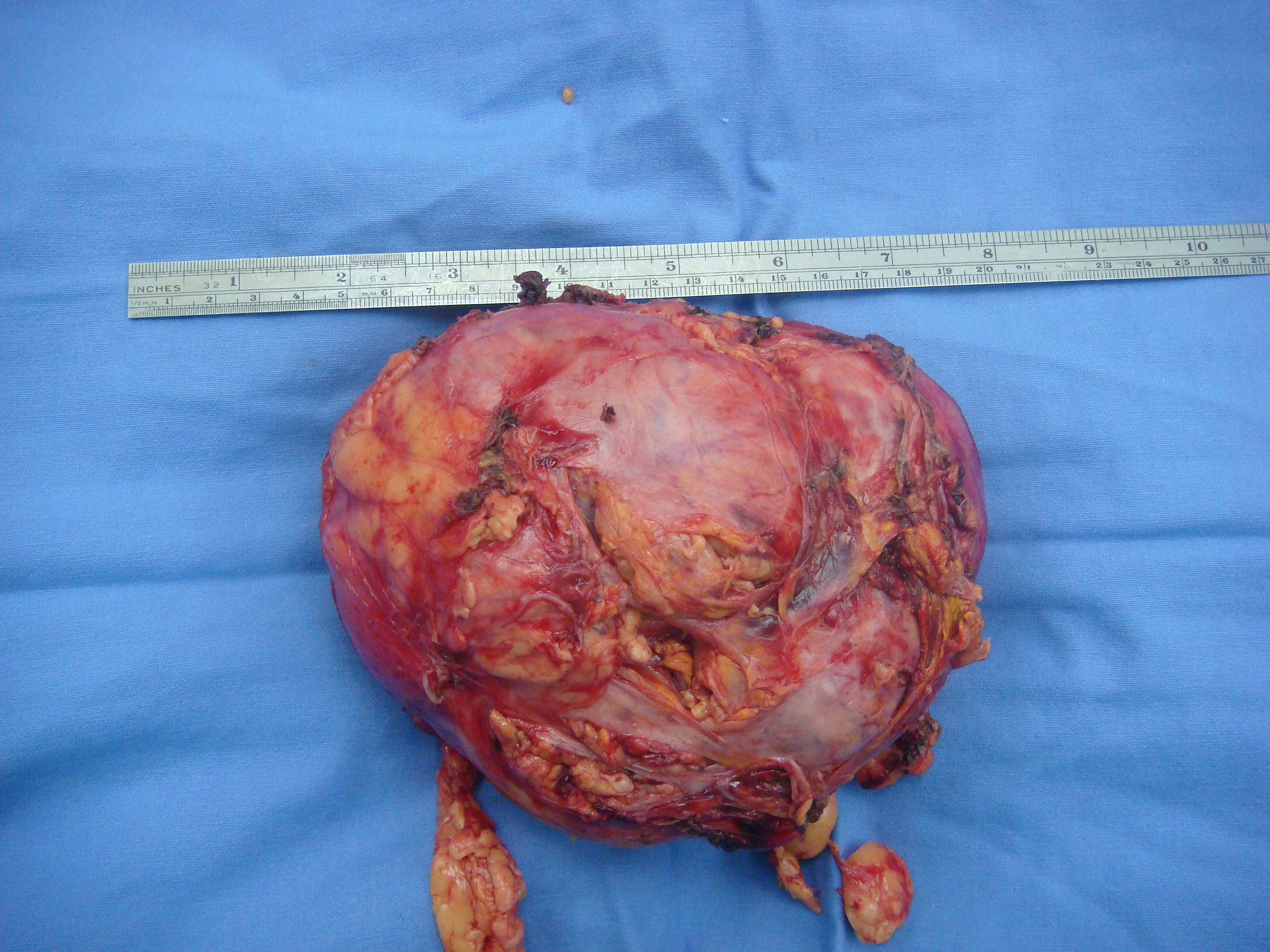
Tumeur de la surrénale.

Le traitement le plus efficace est la chirurgie. Selon la source de dérégulation, on pratique :
- l'ablation d'une tumeur hypophysaire par voie nasale[5] en passant par une narine ou par une incision sous la lèvre supérieure. L'opération, sous anesthésie générale, dure environ une heure et ne laisse pas de cicatrice. L'acte chirurgical peut toutefois échouer si la tumeur est trop petite pour être trouvée ou trop volumineuse pour être retirée en totalité ;
- l'ablation de tumeurs bronchiques. Cette solution n'est pas toujours possible, ces tumeurs étant souvent extrêmement difficiles à diagnostiquer et à repérer en imagerie ;
- l'ablation unilatérale de la glande surrénale malade par vidéochirurgie. L'opération est faite sous anesthésie générale et ne laisse qu'une petite cicatrice. S'ensuit un apport de cortisone synthétique provisoire de transition jusqu'à hypertrophie compensatoire de la surrénale restante. En cas de tumeur cancéreuse, les chances de guérison sont augmentées si elle est petite, sans métastases et diagnostiquée rapidement, car ce type de tumeur est très agressif. Si la tumeur est bénigne, la guérison est immédiate et sans risque de récidive.

### Seconde intention
Si la chirurgie n'est pas possible ou s'il y a risque de récidive, on réduit la sécrétion de cortisol par médicament (kétoconazole et op'DDD ou Mitotane). Leur effet secondaire peut être une insuffisance surrénalienne, et certains médicaments peuvent entraîner un diabète en cas de prise de sel et/ou de sucre trop élevée.
La radiothérapie est utilisée pour les tumeurs hypophysaires quand la chirurgie a été un échec ou impossible. Les séances sont quotidiennes sur une durée de 4 à 6 semaines. Le risque couru pour le patient est de devenir définitivement insuffisant hypophysaire et donc insuffisant surrénalien.
Si aucun traitement n'a été possible ou efficace, on pratique une ablation bilatérale des glandes surrénales pour stopper la sécrétion de cortisol. Le patient devient définitivement insuffisant surrénalien, ce qui nécessite une supplémentation hormonale.
En cas d'hypercorticisme médicamenteux, l'indication de la prescription des corticoïdes est à évaluer soigneusement. Leur décroissance doit être progressive pour éviter la survenue d'une insuffisance surrénalienne.

### Femmes enceintes
Les symptômes du syndrome de Cushing comme l'hypertension ou le diabète doivent être traités, et le traitement chirurgical effectué après l'accouchement. Il n'y a pas de conséquences sur le fœtus, sauf dans le rare cas où le syndrome induit une hypersécrétion d'androgène si le fœtus est de sexe féminin.

### Effets du traitement
Les symptômes du syndrome de Cushing disparaissent en quelques mois après l'arrêt de l'hypersécrétion de cortisol. Il peut subsister des cicatrices dues aux vergetures et des tassements vertébraux causés par l'ostéoporose.

## Épidémiologie

### Prévalence
En dehors du syndrome de Cushing iatrogène (c'est-à-dire déclenché par la prise de médicament), le syndrome de Cushing est une maladie rare. Son incidence est de l’ordre de un nouveau cas par million d’habitants et par an.

### Répartition des cas
Le syndrome de Cushing peut affecter toutes les populations du monde. Si les femmes sont les individus le plus souvent touchés par la maladie de Cushing, cette prédominance sur les hommes disparaît pour les autres causes du syndrome de Cushing.

## Évolution

### Mortalité
La mortalité est le double de celle de la population générale pour les formes non traitées. Elle redevient normale pour les formes répondant au traitement.

### Complications
Aménorrhée précoce, baisse du désir sexuel, dyspareunie, dysfonction érectile, céphalées, irritabilité, alopécie, mycose unguéale, arrêt de la croissance chez l'enfant, tous symptômes parfois associés au syndrome, ne constituent pas en eux-mêmes des complications[réf. nécessaire].
En revanche l'ostéoporose entraine un risque de fractures osseuses spontanées et de chutes qui peuvent être fatales, surtout chez la personne âgée.
La rétention hydrosodée, associée au diabète (polyurie, polydipsie, polyphagie) et à l'hypertension artérielle, entraine des complications cardiovasculaires qui mènent à une insuffisance cardiaque, soit par embolie soit par myocardite infectieuse.
La complication de la dépression, que celle-ci soit induite par le dysfonctionnement hypothalamohypophysaire ou endogène (alcoolisme chronique, anorexie mentale, hyperactivité maniaque), est le suicide.

### Pronostic
Sans traitement, le syndrome de Cushing est fatal sur une durée de deux à dix ans.
Le succès du traitement dépend de l'étiologie. Quand la cause est un adénome bénin des glandes surrénales, une ablation chirurgicale est le plus souvent très favorable. Quand la cause est une tumeur cancéreuse, l'évolution dépend de la nature de ce cancer. Elle est en général, mais pas toujours, sombre s'il s'agit d'un tumeur maligne des glandes corticosurrénales. Dans le cas d'un syndrome paranéoplasique, plus le cancer est détecté tôt, plus le pronostic est favorable.